# 聖羅撒書院
聖羅撒書院（英語：St. Rose of Lima's College），是一所位於香港沙田的著名女子英文中學，佔地6760平方米，是由瑪利亞方濟各傳教女修會在1948年創立。前址位於九龍基堤道4號，1999年搬到現址新界沙田銀城街29號。學校為一所提供全日制課程的資助學校。學校的直屬小學為聖羅撒學校。聖羅撒的學生稱為「Rosian」。

## 校訓
忠誠仁愛 THROUGH CHARITY TO TRUTH
辦學宗旨：承襲基督自我奉獻、博愛世人及宇宙萬物的精神。在充滿愛和服務精神的學校大家庭中，以福音精神及中華文化特質提升學生，使每一位學生都能整合地成長。

## 歷史
1948年2月23日，瑪利亞方濟各傳教修會(FMM)於九龍基堤道4號建立了政府資助的女子學校――聖羅撒學校的中學部。初年，此校僅收中一及中二兩級，後逐步擴展為完全中學。
為了提升教育及滿足校舍空間的需要，中學部於1997年尾申請搬至現址，並於翌年獲批。按照原來的規定，此校學生不能遷入新校，並須兼收男女生及以中文授課，經爭取後得以改為整體遷校，並維持只收女生及以英語授課的傳統。隨著重置校舍於1999年8月交付，原校中學部遷入並改名為「聖羅撒書院」，以分辨於九龍基堤道4號的小學部「聖羅撒學校」。

## 教學規劃

### 全校語文政策
本校以英文為教學語言，但亦強調兩文三語之重要性。

### 校本課程
1. 選修科目：3X。 並無文科或理科之分別，組合方式十分彈性。
2. 課程重點：開設的新高中選修科目，均為主流科目，配合學生升讀本地或海外大學。

### 關鍵項目的發展
在上課時間表內設定閱讀堂、並已在校內推行閱讀獎勵計劃超過十年、此外設有閱讀學會、參加多項校外閱讀比賽。為提昇互動學習，校方已於所有課室及特別室安裝投影機、實物投影器及接駁互聯網之電腦。已於初中推行通識科及跨學科專題研習。在上課時間表內設定德育及公民教育堂。

## 學生支援

### 全校參與照顧學生個別差異
設學生支援組，由靈修事務、體修、修真、職業輔導、課外活動與及德育和公民教育各負責老師組成，統籌有關工作。

### 測考及學習調適措施
中一至中三各級全年共有2次測驗2次考試。
中四至中六則只有2次考試,但課堂上有不同測驗和討論。

### 學校設施
校舍為一座1998年版靈活式校舍，設有30間課室及各種特別室，全校課室及特別室均有空調裝置及電腦設備。校方已於所有課室及特別室安置投影機、實物投影器及接駁互聯網之電腦。
值得一提的是，此校與另外六座同類型中學校舍，原訂採用1995年版同款設計，僅有26間課室。適逢千禧校舍標準於1997年推出，由於校舍仍未動工，故政府決定修改圖則及增加撥款，為包括此校在內的上述校舍加建7樓、相關額外樁柱及改動部分特別室間隔，成為設備水平與千禧校舍無異的1998年版靈活式校舍。

## 開設科目
學校非常注重學生英文能力，故中一至中三必須修讀英國文學。是香港學校較少出現的科目。

## 課外活動
有超過30個學會，活動內容多元化（包括管弦樂團、話劇、學術、電腦、藝術、辯論、社會服務、制服團隊、球類運動），培育學生全面成長。

### 多元化活動
升中暑期班協助新生適應英語授課、暑期英文課程、交流活動、成立學校代表隊參加各類比賽、成立管弦樂團、聯校活動、校外參觀、安排專業人士提供特別課程或講座、職業輔導（舊生、專業人士、家長提供協助）

## 著名/傑出校友
政治、商業、公共事業界
- 謝凌潔貞，JP：民政事務局常任秘書長[4]
- 陳許多琳：中信銀行非執行董事
- 李李嘉麗：前庫務署署長
- 林曼茜：香港警務處退休警司首位港督女榮譽副官、沙田警區指揮官的總警司
- 周詩泓：前無綫新聞記者，警察公共關係科高級督察
- 陳祖澤：前教育統籌司，載通國際控股有限公司副董事長，前香港賽馬會董事局主席（K1-P6）[註 2]

教育、體育、傳媒界
- 陳楊美熙：前天主教母佑會蕭明中學2002-2015校長（K2-F5）
- 李皓晴：香港乒乓球代表，2007年香港傑出青少年運動員（K2-P6）
- 彭蔚欣（Louise Page）：遵理學校英文補習導師
- 陳劉斯嫦：前九龍禮賢學校校長[5]

演藝界
- 馬海倫：資深藝人[6]
- 米雪：資深藝人[7]
- 余安安：資深藝人[註 3]
- 苗可秀：著名電影演員
- 南紅：息影資深藝人
- 胡櫻汶：香港女藝人
- 黃芷晴：香港電視藝人（K2-F7）
- 余逸思：ViuTV藝員，美選D.n.A亞軍（P1-F5）
- 曾樂彤：歌手
- 陳楚珩：電影編劇

## 外部連結
- 聖羅撒書院七十周年校慶開放日展示近年發展| 天主教香港教區週報 （页面存档备份，存于）